# La Paz (Colonia)
La Paz, también conocida como Colonia Piamontesa es una localidad uruguaya del departamento de Colonia. Fue fundada el 17 de octubre de 1858 por Doroteo García.

## Ubicación
La localidad se encuentra situada en la zona sureste del departamento de Colonia, entre el arroyo Sarandí Grande y el río Rosario, junto a la ruta 61, 2.5 km al sur de su empalme con la ruta 1. Dista 5 km de Colonia Valdense y 50 km de Colonia del Sacramento.

## Población
Según el censo de 2011 la localidad contaba con una población de 603 habitantes.
| 535           | 542 | 544 | 644 | 653 | 603 |
| (Fuente: INE) |     |     |     |     |     |

## Monumentos Históricos
Uno de los monumentos históricos más conocidos de esta localidad es el Puente Negro.